# 제로 (더 킹 오브 파이터즈)
제로는 더 킹 오브 파이터즈의 등장 캐릭터이자 더 킹 오브 파이터즈 2000의 막판 보스이며 더 킹 오브 파이터즈 2001의 중간보스이다. 이그니스의 부하인 오리지널 제로는 은빛의 머리카락을 소유했다. 코드명 00. 더 킹 오브 파이터즈 2000의 막판보스가 클론이며 더 킹 오브 파이터즈 2001의 중간보스가 실체이다. 클론은 콧수염을 길렀으며 실체는 수염이 없다.

## 캐릭터 설정
제로는 이그니스의 명령에 따라 쿠사나기 쿄를 납치하여 대량으로 복제하여 쿠사나기 쿄의 클론으로 이루어진 특수부대를 창설했다. 또한 제로는 제로 캐논을 이용하여 지구를 정복하려 했으며 이를 막기 위해 출동한 하이데른을 인질로 잡아두는데에 성공했다. 그러나 이 계획이 실패하면서 제로의 클론은 3명의 히로인(쿠라 다이아몬드, 폭시, 다이아나)들에 의해 정복당하였으며 이 후 제로캐논의 폭발과 함께 숨을 거둔다. 제로의 클론이 죽으면서 방치한 제로캐논은 여기저기로 발사되어 여기에 맞은 바오는 제로캐논의 에너지를 흡수하고 몸이 포화상태가 되어 사경을 해메지만 켄수의 키스로 바오의 에너지를 흡수해서 켄수의 초능력이 돌아옴과 동시에 바오는 목숨을 건진다 장거한과 최번개는 제로캐논에 맞은 충격으로 영혼이 뒤바뀌어 버렸다. 킹 역시 제로캐논에 맞을 위기에 몰리지만 킹의 시아버지인 타쿠마 사카자키가 패왕지고권을 제로캐논에서 나오는 빔에 명중시켜 구출했다.
이후 제로의 실체는 이그니스를 보좌하며 더 킹 오브 파이터즈 2001의 우승자들을 이그니스에 맞는지 시험하는 역할을 한다. 전용 스트라이커로써 복제된 크리저리드, 애완용사자 그루건, 비적의 성인 론을 사용한다. 플레이어 승리시 그는 비행기에서 추락해 생사불명이다.
더 킹 오브 파이터즈 02UM에서는 숨겨진 캐릭터로서 출전한다.

## 제로의 필살기
제로의 필살기의 이름은 북두의권에 등장하는 수라국의 나장 항의 필살기를 대부분 모방했다.

## 스트라이커의 성능
- 크리자리드-강 듀폰레이지를 날리는데 높게 띄우기 때문에 추격타를 한세트 맞게 된다.
- 그루건-발톱으로 치는데 뒤로 날아가며 추격타를 맞게 된다.
- 론-가드 크러시를 내버려 백라멸정을 맞게 해버린다.